# Toxorhina brevisector
Toxorhina brevisector är en tvåvingeart som beskrevs av Alexander 1974. Toxorhina brevisector ingår i släktet Toxorhina och familjen småharkrankar.
Artens utbredningsområde är Nigeria. Inga underarter finns listade i Catalogue of Life.